# 印度環境問題

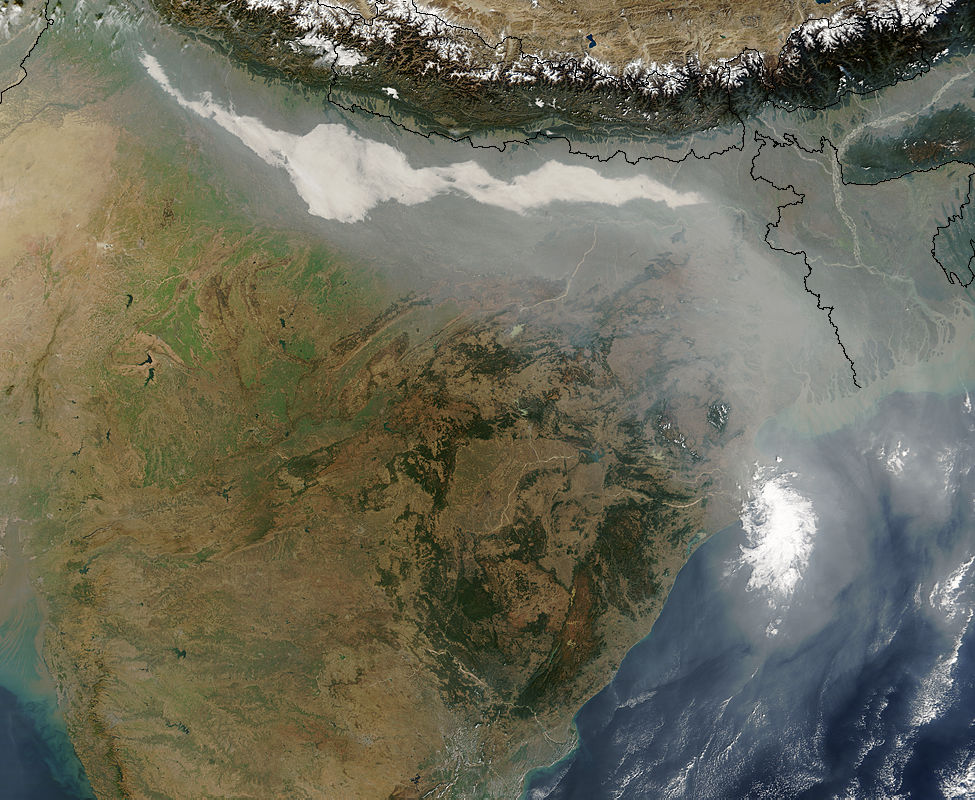
於2004年攝得的衛星照片，顯示濃厚的霾和煙霧將印度北部恆河盆地籠罩。該地區的懸浮微粒被認為是印度西北部居民燃燒生物質所造成，加上從1980年代開始於印度北部大城市出現的空氣污染，而來自巴基斯坦和中東的沙漠塵埃也將此種微粒的混合情況加劇。

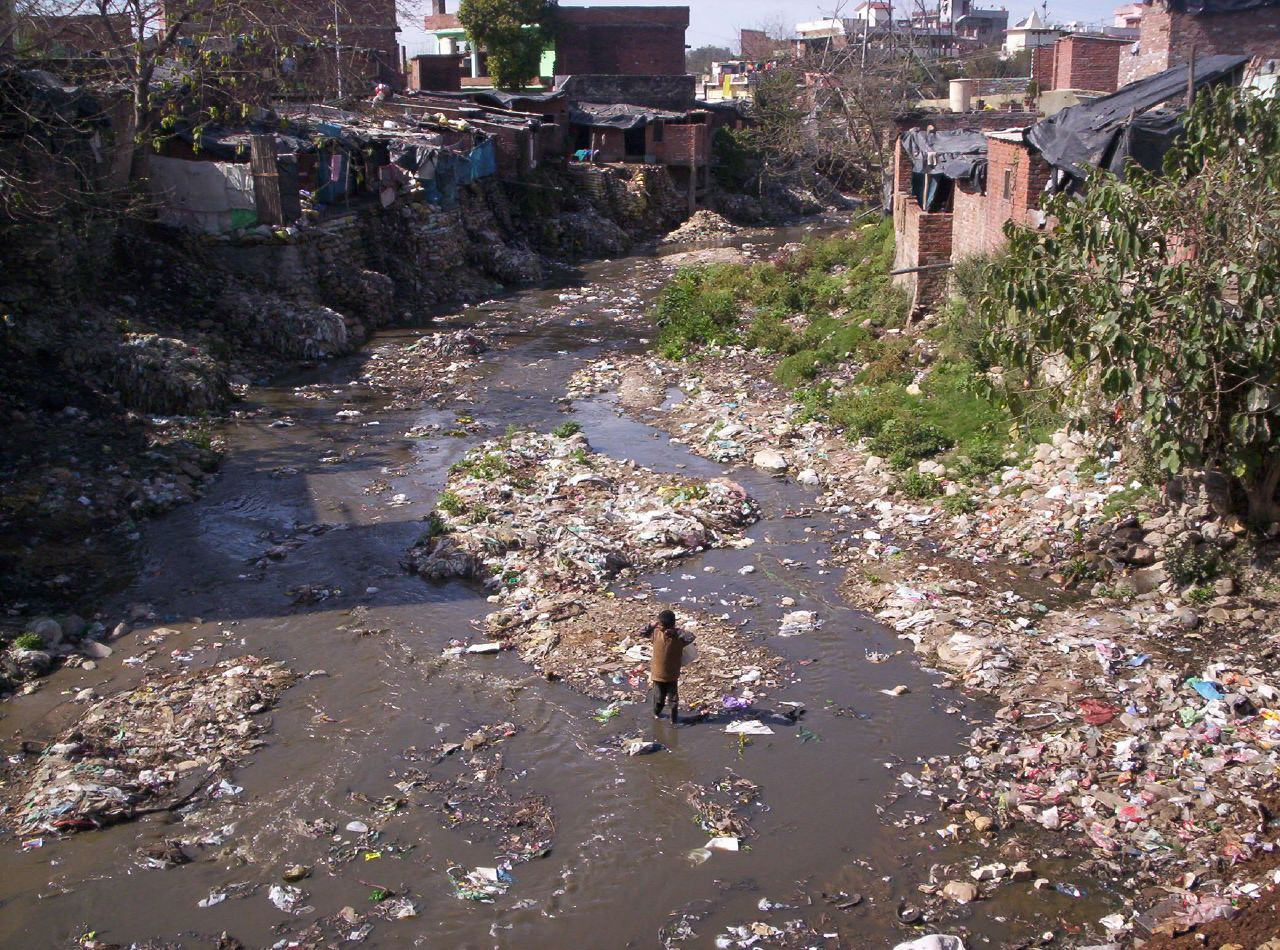
眾多的城市固體廢棄物將印度水污染的情況變得更為嚴重（2005年）。

印度環境問題（英語：environmental issues in India）的項目有多種。如空氣污染、水污染、垃圾氾濫、違禁品流行、自然環境污染等，全都是印度目前面臨的挑戰。此外，頻仍發生的自然災害也給當地環境帶來嚴重的影響。 印度環境問題在1947年至1995年之間呈現持續惡化的趨勢。世界銀行的研究資料顯示印度已在1995年至2010年間成功扭轉此長達數十年的趨勢，並在全球環境改善的國家中取得領先地位。儘管如此，世界銀行的專家指出印度的污染問題仍是該國發展存在的重大挑戰，但同時也提供改善環境、提升國民生活品質的契機。
環境問題是導致印度發生疾病、健康問題和長期人民生計影響的主要原因之一，也是導致印度人過早死亡的主因之一。根據世界銀行發佈的2023年數據，印度人平均預期壽命為67.24歲，在全球國家/地方的排名為第146名。排名第1的是新加坡，為86.61歲。（參見各國人口預期壽命列表）

## 法律與政策
英國統治印度（英屬印度）時制定有多項與環境有關的法律。最早的法案如《1853年孟買和加爾各答海岸公害防治法（Shore Nuisance (Bombay and Kolkata) Act of 1853 ）》和《1857年東方煤氣公司法案（Oriental Gas Company Act of 1857）》（法案為成立東方煤氣公司提供法律基礎，目的在向印度的城市地區提供煤氣照明服務） 。《1860年印度刑法典（Indian Penal Code of 1860）》，任何蓄意污染公共泉水或水庫的人將處以罰款，法典對於非蓄意的污染行為也要處以罰款。英屬印度政府也頒佈控制空氣污染的法律，其中最著名的是《1905年孟加拉煙霧滋擾法案（Bengal Smoke Nuisance Act of 1905 ）》和《1912年孟買煙霧滋擾法案（Bombay Smoke Nuisance Act of 1912）》。雖然這些法律未能達到預期的效果，但立法本身已為日後的印度環境法規發展奠立基礎。
印度於1947年脫離英國宣佈獨立，並制定一部憲法和沿用許多英國人頒佈的法律，但憲法中並沒任何關於保護環境的具體條款。印度於1976年修改憲法，增列第四部第48(A)條規定："國家應當盡力保護和改善環境，保護國家的森林和野生動物。"憲法第51A(g)條將國家在環境保護上的義務予以細列。
印度近代歷史上其他與環境相關的法律有《1974年水資源（預防和控制污染）法（Water (Prevention and Control of Pollution) Act of 1974）》、《1980年森林（保護）法（Forest (Conservation) Act of 1980）》和1981年空氣（污染預防和控制）法。空氣法案是受到聯合國人類環境會議（又稱斯德哥爾摩會議）的啟發而制定。發生於1984年的嚴重博帕爾事件促使印度政府頒佈《1986年環境保護法》。印度也在2000年頒佈一套噪音污染管制規則《Noise Pollution (Regulation & Control) Rules）》。
印度政府於1985年成立印度環境、森林與氣候變化部。該部是印度負責監管和確保環境保護的中央行政機構。
雖然印度中央政府積極通過前述法律，但該國的實際環境品質在1947年至1990年之間大部分均呈持續惡化趨勢。嚴重的貧困問題讓鄉村居民不得不採取極端的方式來維持生活，進而造成溫室氣體排放增加，水資源品質惡化，森林覆蓋率下降。
印度政府於1990年代開始進行改革。從那時起，每隔5年對主要空氣污染物濃度進行測量，數值均有下降，此為印度獨立後首次出現的改進。 衛星監測資料證實該國在1992年至2010年期間的森林覆蓋面積首次增加超過400萬公頃（40,000平方公里），增幅達到7%。印度政府在2019年8月頒佈全國禁用一次性塑膠的命令，於同年10月2日開始生效。

## 問題發生的可能原因
有些人將印度經濟發展視為導致該國出現環境問題的原因。又有人認為印度不斷增長的人口是印度環境惡化的主因。來自日本、英國和新加坡等國家的經驗證據顯示人口密度可能並非造成印度環境問題的唯一因素。

## 主要問題

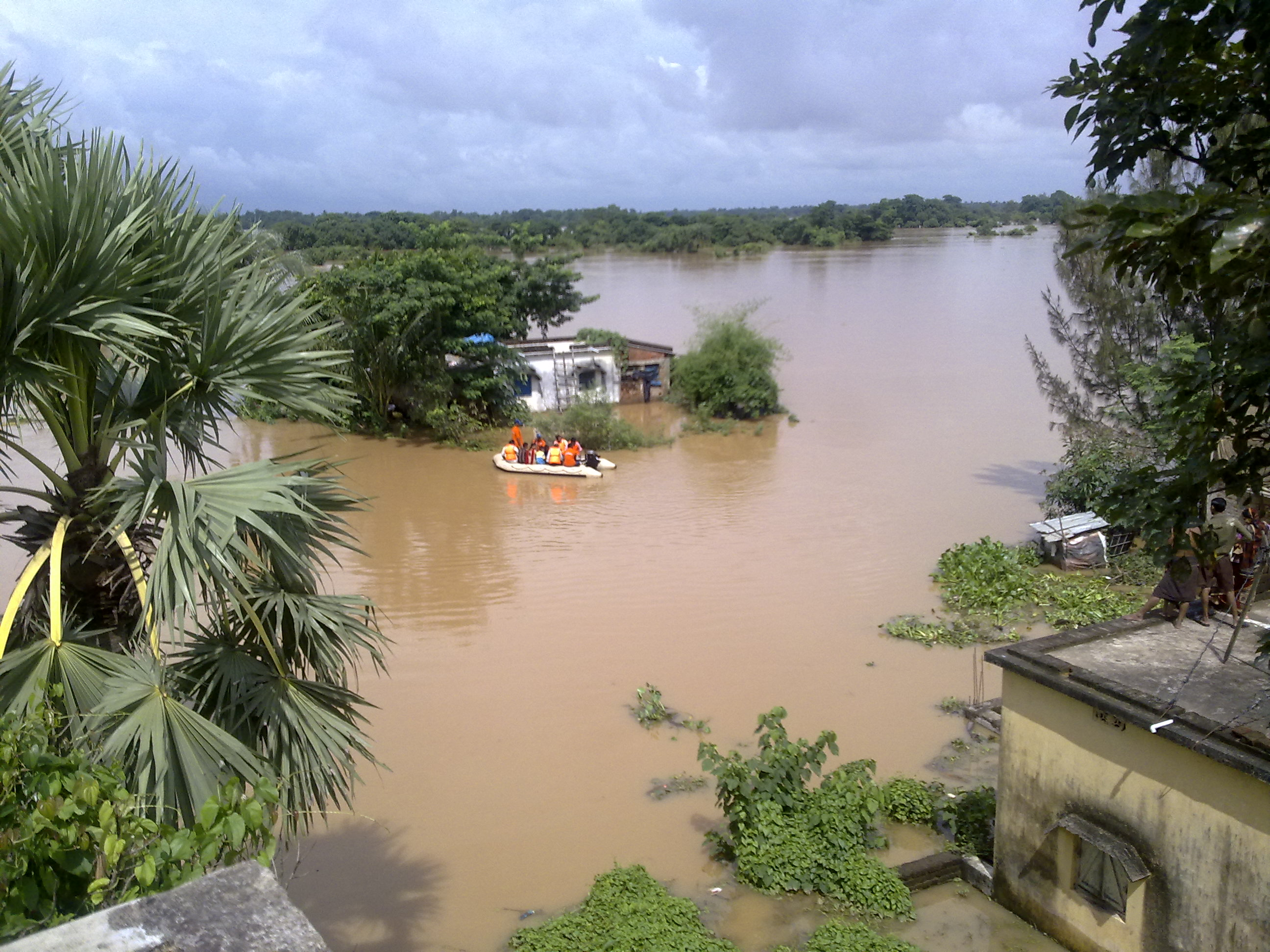
洪水是印度的嚴重環境問題之一，會導致水土流失、濕地破壞以及大量固體廢棄物散佈。

印度的逐年二氧化碳排放趨勢。

印度的主要環境問題是森林和農業土地退化、資源枯竭（如水資源、礦物、森林、沙和岩石）、環境退化、公共衛生問題、生物多樣性喪失、生態系統的韌性與窮人的生計保障喪失。
印度的主要污染源包括廣泛燃燒木質燃料和生物質（例如作為燃料的牲畜乾糞），缺乏系統化的垃圾收集和廢棄物清理，缺乏生活污水處理設施，缺乏防洪和季風降水排水系統，將生活廢棄物直接排入河流，使用大片土地作為墓地，在主要河流旁進行火葬，政府強制保護那些會造成高污染的老式公共運輸車輛，以及持續營運建於1950年至1980年間，會產生大量排放的古董工廠。
空氣污染、廢棄物管理不善、逐步擴大的水資源短缺、超額抽水、水污染、森林復育不佳和品質低下、生物多樣性喪失以及土地退化是印度當今所面臨的一些主要環境問題。
印度人口成長迅速，將環境問題及資源耗用的壓力升高。快速城市化導致如北方邦加濟阿巴德發生土壤中重金屬積累，這些金屬透過受污染的蔬菜再被消費者攝入。重金屬是已知的致癌物質，會危害人們的健康。

### 人口成長與環境品質

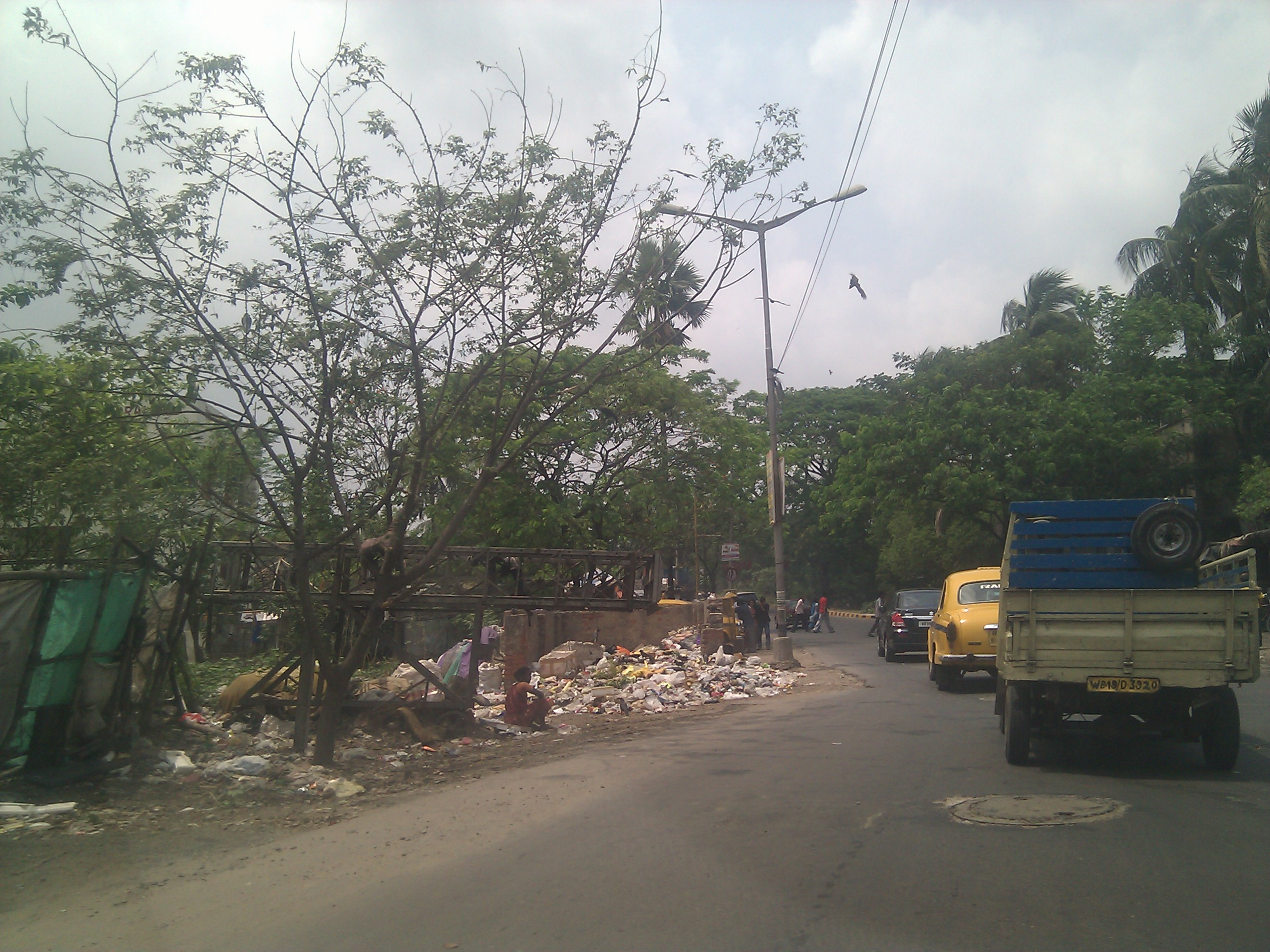
在加爾各答道路旁被公然棄置的垃圾。

關於人口增長與環境之間的交互作用，相關的研究和爭論由來已久。例如根據英國政治經濟學及人口學家托馬斯·馬爾薩斯的說法，不斷增長的人口會對農業用地形成壓力，迫使人們會同時耕種品質高或品質差的土地，導致環境退化，最終會降低農業產量和糧食供應，而發生飢荒、疾病和死亡，人口成長率為之下降。
人口成長也被視為造成空氣、水和固體廢棄物污染的主因，因為這些會對環境的吸收能力帶來更大壓力。馬爾薩斯認為結果是導致所得和環境品質都處於低水準的狀態。馬爾薩斯建議對人口進行積極和預防性的強制性控制，同時廢除對窮人提供公共救濟的制度（此種制度鼓勵人口增長，而會導致更嚴重的貧困和環境惡化）。
馬爾薩斯的理論於1798年至1826年間發表，此後不斷引發分析和批評。例如美國經濟學家亨利·喬治在駁斥馬爾薩斯時，以他慣有的辛辣論調說："鷹鷲和人都會吃雞。但鷹鷲越多，雞就越少，而人越多，雞會增加越多。"（意指馬爾薩斯認為人口過多會導致資源匱乏和貧窮。但喬治認為人口增長可以促進生產力，增加食物供應。）同樣的，美國經濟學家朱利安·西蒙也對馬爾薩斯的理論提出批評。他指出人類歷史的事實已證明馬爾薩斯和新馬爾薩斯主義者的預言存在缺陷。全球於20世紀的大規模人口成長並未導致如馬爾薩斯所預言的災難。可能的原因包括：人類知識增加、生產力快速提高、知識創新和應用、耕作方法普遍改進（工業化農業）、農耕機械化（使用曳引機）、高產量大米和小麥品種的引進（綠色革命）及使用農藥來控制農作物病蟲害。
而最近發表的的學術文章承認雖然人口成長毫無疑問的可能會導致環境退化，但其影響可透過經濟成長和現代技術來修正。學者透過環境經濟學研究，由所謂的環境庫茲涅茨曲線揭示環境品質（經由環境空氣污染物濃度與人均收入來衡量）在人均收入達到約5,000美元（在購買平價基礎上）之前仍在惡化狀態，超過後即會有所改善。要實現這一目標，關鍵要素是不斷採用新技術和對資源進行科學化管理，並不斷提升各經濟部門的生產力、企業創新和經濟擴張。
其他數據顯示人口密度與環境品質和人類生活品質幾乎無相關性。 於2011年，印度的人口密度約為每平方公里368人。許多人口密度與印度相當或更高的國家，其環境品質和人類生活品質卻遠優於印度。例如：新加坡（7,148人/平方公里）、香港（6,349人/平方公里）、韓國（487人/平方公里）、荷蘭（403人/平方公里）、比利時（355人/平方公里）、英國（395人/平方公里）和日本（337人/平方公里）。

### 水污染

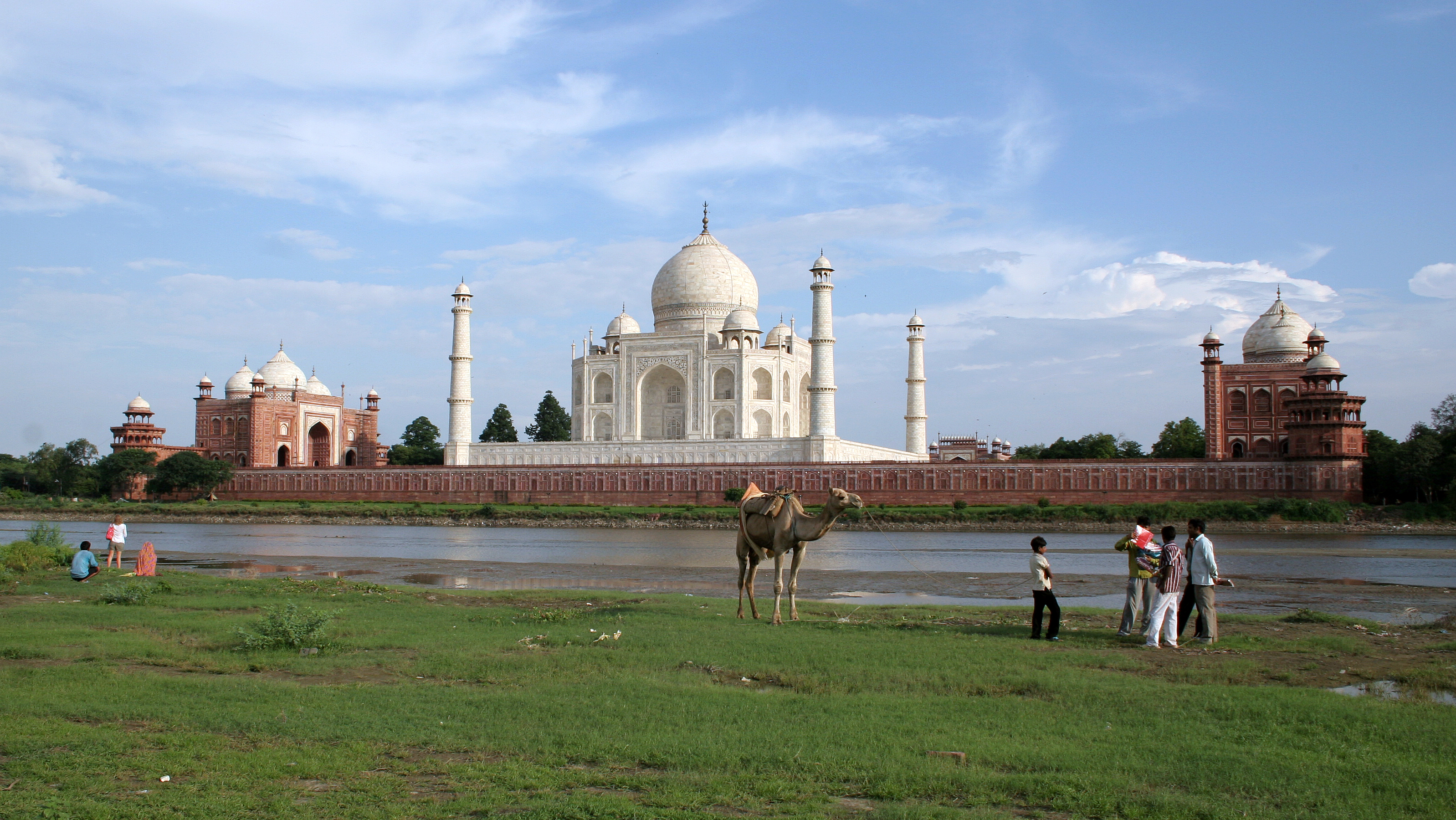
位於印度北方邦阿格拉，矗立在亞穆納河之旁的泰姬瑪哈陵。

水污染是印度的一項重大環境問題，污染中最大的來源是未經處理的生活污水。未經處理的生活污水排放是造成地表水和地下水污染的重要原因。其他的污染源還有農業徑流和未受監管小型工業單位棄置的廢棄物。印度生活污水在產生和處理數量之間有非常大的差距。問題不僅在於該國缺乏足夠的處理設施，而已有的污水處理廠既不能運作，也未進行適當的維修及保養。大多數政府擁有的污水處理廠由於設計不當、或維護不善、或缺乏可靠的電力供應，以及員工缺勤和管理不當，在大部分時間均在閒置狀態。此類地區產生的污水通常任其滲入土壤或是蒸發。未收集的廢棄物在城市地區堆積，造成髒亂的環境，並釋放污染物，然後排入地表水和地下水中。
根據世界衛生組織（WHO）所做的一項研究，在印度的3,119個城鎮中，只有209個擁有部分污水處理設施，僅8個擁有完整的污水處理設施（1992年）。超過100個城市將未經處理的污水直接排入恆河。印度主要城市每天產生383.54億公升（MLD）污水，但這類城市的污水處理能力僅為117.86億公升。印度多數的河流均已受到生活污水的嚴重污染。印度城鎮和一些村莊排放的污水是造成印度水污染的重大原因，因而需要大量投資來將產生污水與污水處理能力之間的差距彌補 。
其他水污染源包括印度河流和湖泊沿岸的農業徑流和小型工廠。印度西北部的河流、湖泊和地下水中發現有農用的化學肥料和農藥。季風期間的洪水加劇印度的水污染問題，因為它將各種固體廢棄物和受污染的土壤沖刷並轉移到河流和濕地之中。

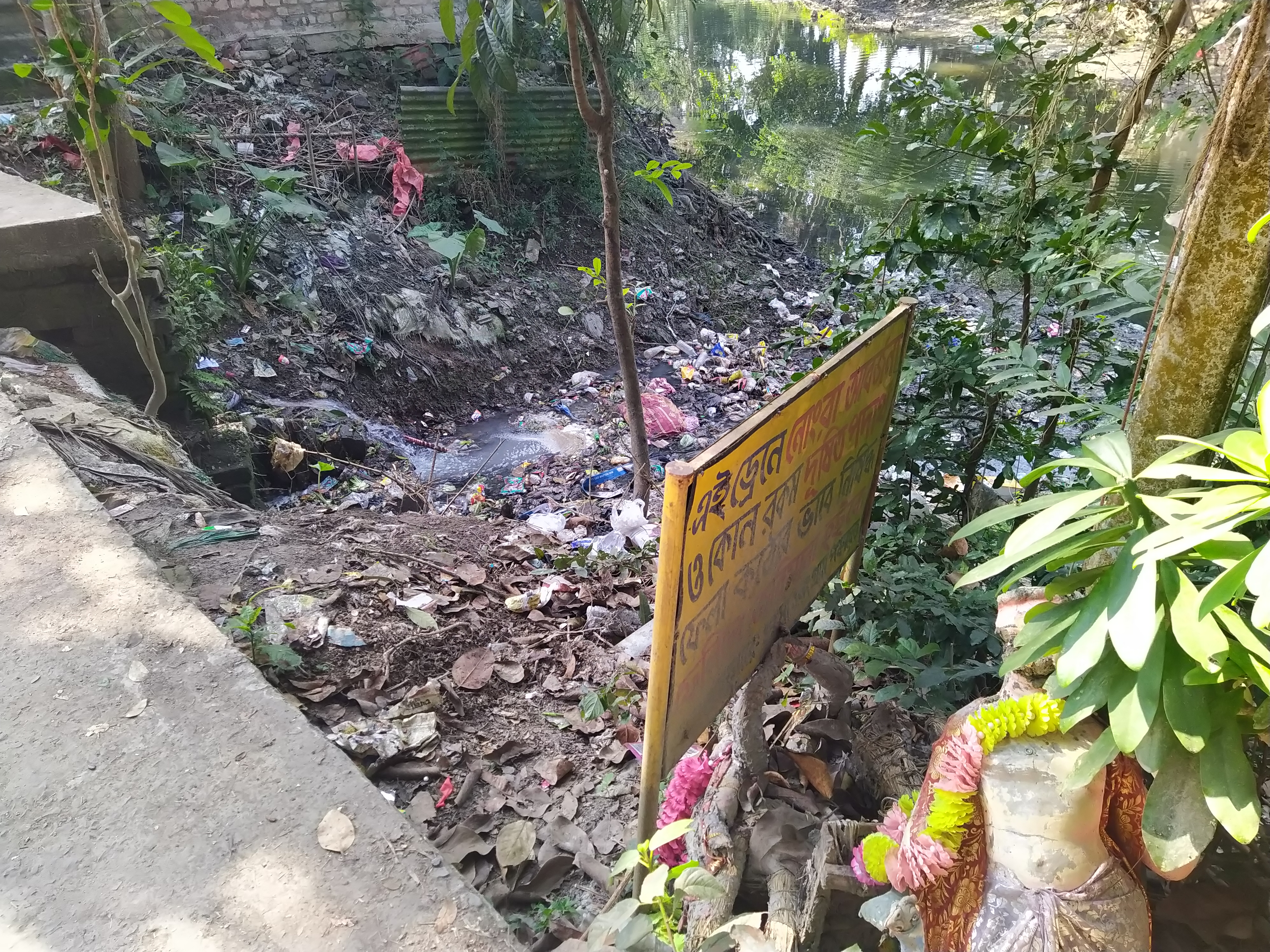
在西孟加拉邦比迪亞達里河旁城鎮古馬的下水道及固體廢棄物，成為前述河流的污染源。（2022年）

### 水資源
NASA曾利用衛星調查印度北部於2002年至2008年間的地下水位，科學家根據資料推算此地在過去10年的下降幅度為每年高達33公分（1英尺）。印度農業生產力嚴重依賴抽取地下水來灌溉。若農業產量銳減和飲用水嚴重短缺，將可能有1.14億印度人會受到影響。印度於2012年7月因嚴重乾旱而許多水力發電廠無法發電，導致有約6.7億印度人（約印度人口的半數，約佔世界人口的10%）受到停電的影響。

### 空氣污染

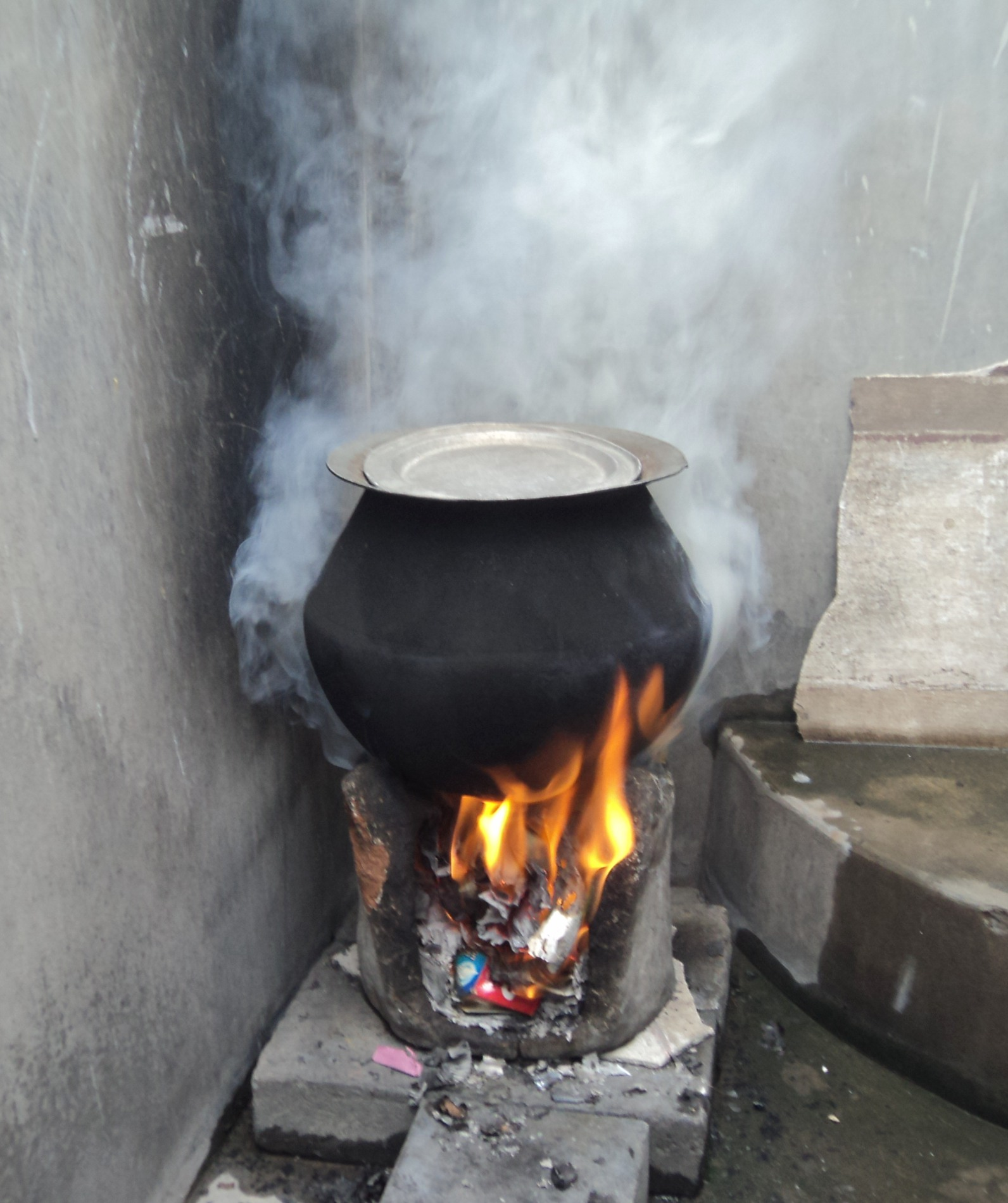
傳統的鄉村爐灶嚴重危害環境與健康。 印度逾億戶家庭將牲畜糞餅、薪柴和垃圾等作為燃料進行烹飪，每天多達兩至三次。這種爐灶會排放大量煙霧和有害物質，是造成印度嚴峻空氣污染的主因之一，其室內空氣污染物濃度更比燃燒煤碳高出5倍。由於該國的基礎設施不足，清潔能源（如電力）難以普及至農村地區，導致環境問題更加惡化。

印度的空氣污染是一個嚴重的問題，主要來源是燃燒生物質、油料摻假（例如摻入成本低廉但污染更大的溶劑與潤滑油）、車輛排放和交通堵塞。這類空氣污染也是印度洋棕雲出現的主因，導致季風季節延後來臨。印度是世界上最大的薪柴、農業廢棄物和生質能源消費國。傳統燃料（薪柴、作物殘餘和牲畜糞餅）在印度農村地區的家庭能源使用中佔主導地位（約佔總量的90%）。在城市地區，傳統燃料約佔總量的24%。印度燃燒傳統燃料每年釋放超過1.65億噸溫室氣體及懸浮微粒。印度家庭使用傳統燃料於烹飪也是溫室氣體排放的主要來源，最終導致氣候變化。
印度西北部及北部和巴基斯坦東部從1980年代開始，每年季風季節前後（4/5月及10/11月）都會焚燒農作物殘餘，成為當地季節性空氣污染的主要來源。約5億噸農業殘餘露天燃燒，向大氣釋放氮氧化物、硫氧化物、多環芳香烴和懸浮微粒。這種燃燒是旁遮普邦、德里等城市以及西孟加拉邦沿河主要人口中心出現冬季煙霧和霾問題的主要原因。在印度其他邦，露天焚燒稻麥秸稈是空氣污染的主要來源。
車輛排放是空氣污染的另一大來源。由於燃料摻假、交通擁堵和高速公路密度不足導致的燃油燃燒效率低下，加劇車輛的污染排放。其中很多由摩托車產生。摩托車在德里、孟買和加爾各答等大城市數目龐大。.印度政府為減少空氣污染影響，正根據"印度加速採用和製造電動車"計畫引入混合動力車輛和電動載具。同時也採用更清潔的燃料。截至目前，德里公共交通公司是全球最大的壓縮天然氣（CNG）巴士車隊營運商。許多印度城市正在測試及使用更清潔的化石燃料（主要是CNG）和再生生物燃料（例如生物柴油和E85混合燃料（由85%的乙醇與15%的汽油組成）。印度最高法院於2020年6月做出判決，所有BS4標準的車輛將升級至BS6標準以改善車輛排放（此裁決最終並未實施，因為眾多既有車輛的引擎無法由BS4標準升級至BS6標準）。
以人均排放量計算，印度是二氧化碳的排放小國（1.28噸）。 國際能源署（IEA）於2009年發佈的估計數字，中國人均排放量約為1.4噸，美國為17噸，全球平均為5.3噸。但同一年的印度是全球第三大二氧化碳排放國，每年排放1.65吉噸（GT，1吉噸=10億噸），僅次於中國（每年6.9吉噸）和美國（每年5.2吉噸）。印度人口占全球人口的17%，其二氧化碳排放量約佔人類二氧化碳排放量的5%，相較之下，中國的人口與印度相差不遠，但排放量佔比為24%。
印度於1981年通過《空氣（污染預防和控制）法》來規範空氣污染，且已取得一些可衡量的改進。[然而印度在2012年的環境績效指數評比，在180個國家中的排名落在第177，在列入空氣品質評比項目的132個國家中，則排名在末。於2020年，全球30個污染最嚴重的城市中，印度的就有21個。

### 固體廢棄物污染

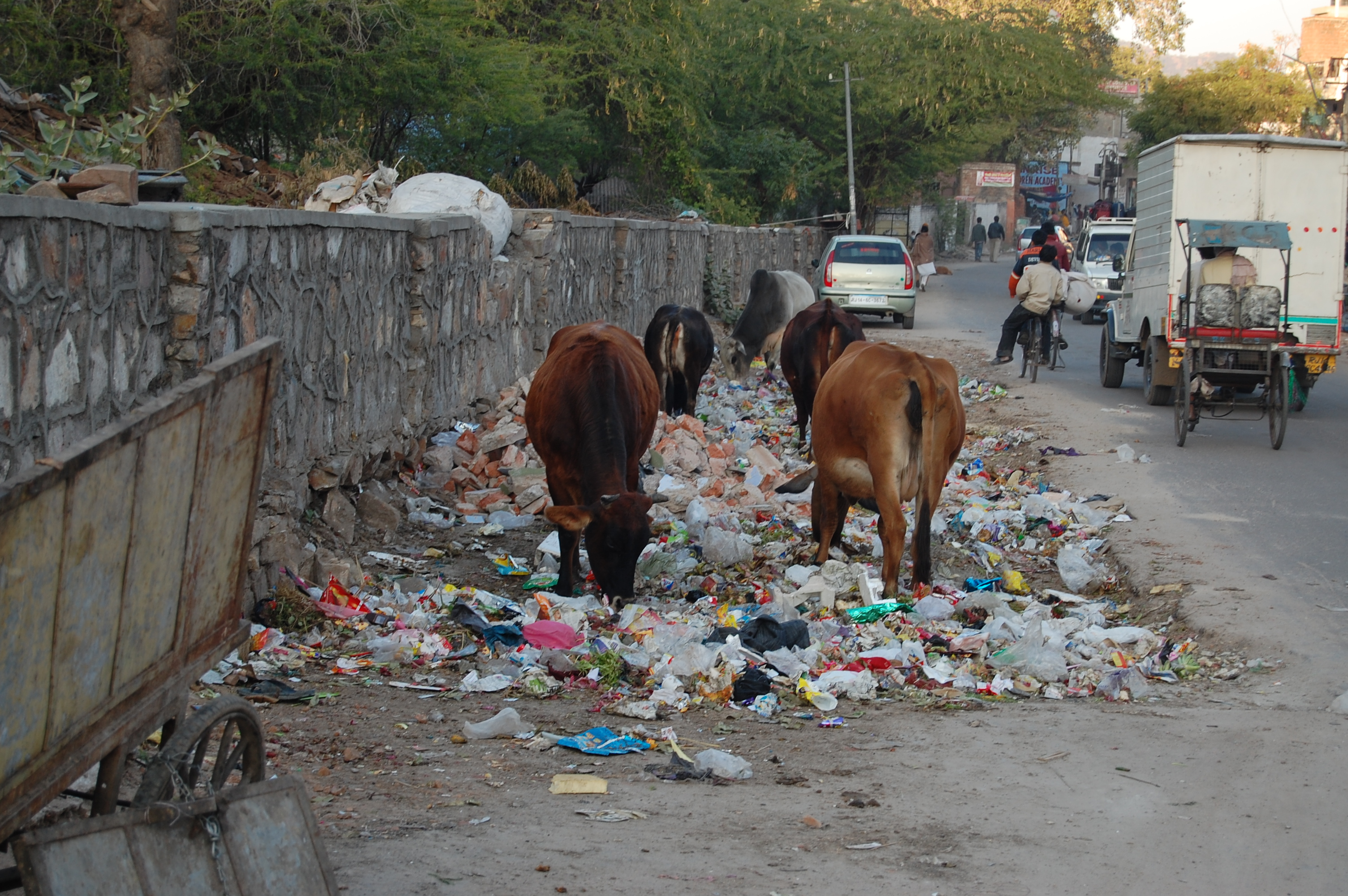
由印度地方政府工作人員負責的垃圾處理服務效率低下，導致街道和購物廣場經常可見固體廢棄物。圖片顯示 拉賈斯坦邦齋浦爾一處滿是垃圾的街道（2011年）。

廢棄物和垃圾在印度城鄉地區隨處可見，也是主要的污染源。印度城市每年就產生超過1億噸固體廢棄物，堆滿街道及街角。公共場所和人行道上常佈滿污物和垃圾，河流和運河成為傾倒垃圾所在。印度的垃圾危機部分是由於交通堵塞加劇所造成。印度的垃圾問題也顯示在政府治理上的失能。印度國內以山城（避暑地）為主的旅遊區近年來也面臨此種垃圾問題。
印度最高法院於2000年裁定所有印度城市須實施一項全面的廢棄物管理計劃，其中包括家庭將廢棄物分類、回收和堆肥。這些裁決根本上就受到忽視。無一大城市照此實施。
事實上，根據經濟合作暨發展組織（OECD）的估計，印度有高達40%的都市垃圾根本沒收集，遑論最高法院所提的分類、回收和堆肥的裁決。甚至是生物醫療廢棄物在理論上該受嚴格控制（在院內經焚化爐銷毀），但也經常與普通城市垃圾一起傾倒。最近的一項研究顯示印度約有一半的醫療廢棄物有處理不當的問題。
印度城鎮的管理當局均僱有垃圾收集人員，但這些人加入工會，他們的工作表現既不受評鑑也不受監控。
印度主要城市附近為數不多的固體廢棄物掩埋場中，有些已滿溢且管理不善。它們已成為溫室氣體排放的重要來源，也是蒼蠅、蚊子、蟑螂、老鼠和其他害蟲等疾病媒介的繁殖地。

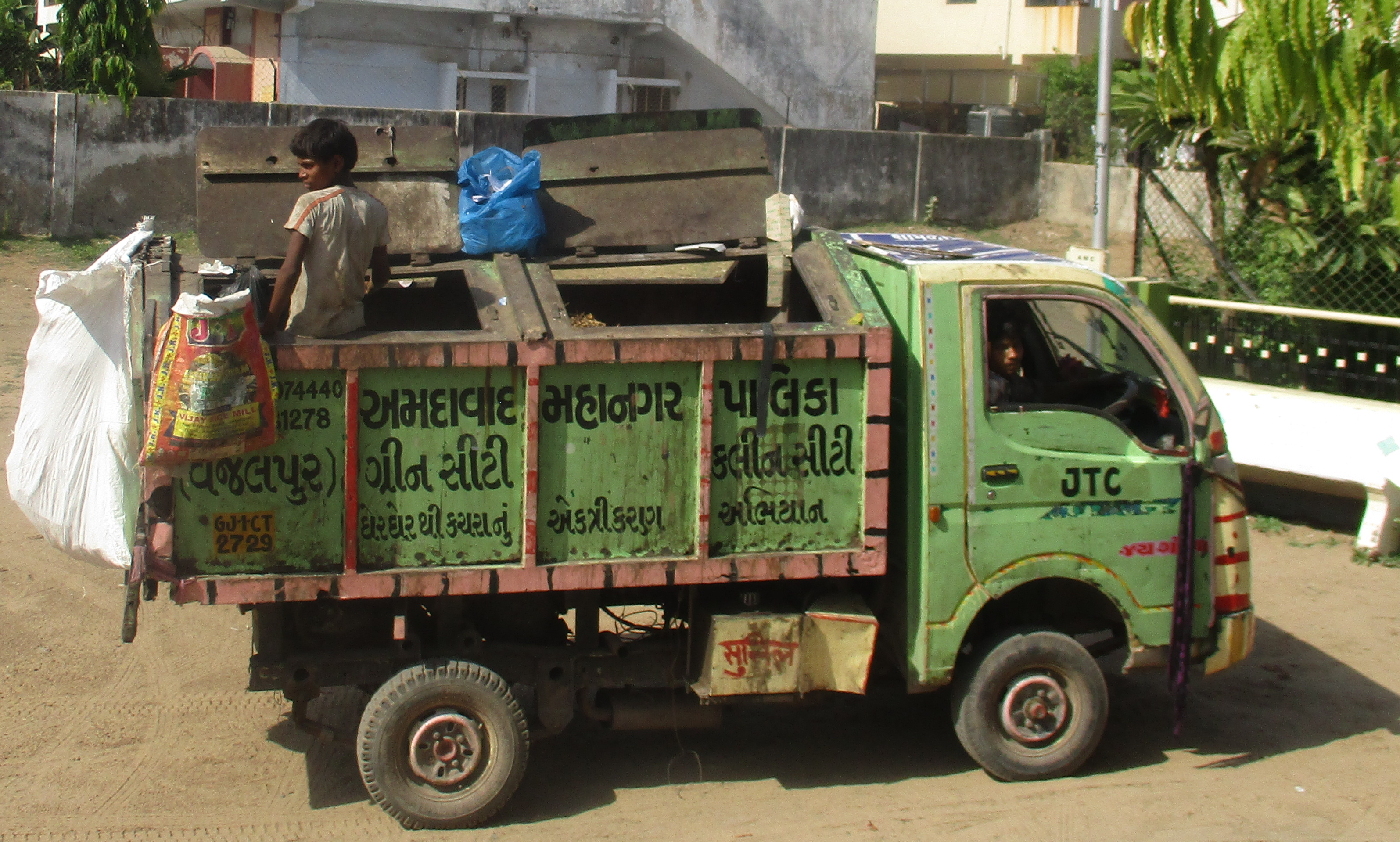
於古吉拉特邦第一大城亞美達巴德的垃圾收集卡車。

印度的幾個城市於2011年開始實施類似德國、瑞士和日本所採用的垃圾發電（廢棄物轉製能源）計畫。例如新德里正在實施兩項焚化廠項目，將城市的垃圾問題轉化為電力資源。這些工廠因解決該市長期存在的垃圾過多和電力短缺問題而受歡迎，也受到尋求防止水污染、衛生問題和消除由垃圾產生甲烷（一種強效溫室氣體）人們的歡迎。但卻遭到垃圾收集人員和工會反對，理由是他們擔心新的科技可能會剝奪他們的生計和生活方式。

### 噪音污染
噪音污染指的是噪音或聲音的傳播，對人類活動或是動物生命產生的各式影響，其中大部分在某種程度上均屬有害。世界上室外噪聲主要是由機器、交通運輸和傳播系統所產生。
城市噪音也會影響到不動產的價值，通常此類不動產又是擁有者的最大投資，噪音所產生的問題會成為公民政治中甚為嚴重的問題。
印度一些主要的噪音污染源包括車輛、機場、鐵路、建築、工業活動等產生的噪音。大多數噪音污染來自城市地區和工業區。機動車量也是印度噪音污染的主要來源之一。城市的喧囂現已成為一種新常態。噪音對城市居民、街友、工業工作者等人的影響令人擔憂，需要更多討論。除非印度環境問題的行政和執法當局更認真地處理噪音污染問題，否則它將無法獲得應有的重視。

### 火力發電廠飛灰的影響
一項於2009年3月在旁遮普邦出現的問題引起媒體報道。據稱問題是由火力發電廠的煤碳飛灰池所引起 - 飛灰池導致旁遮普邦法利德果德縣和巴廷達縣地區的兒童出現嚴重的先天性障礙。報導稱飛灰中的鈾含量超過最高安全限值的60倍。印度政府於2012年確認旁遮普邦摩臘婆平原帶地下水中的鈾含量超過WHO設定的微量限制達50%。但對從不同採樣點取得超過1,000多個樣本的深入科學研究，並未發現確鑿證據支持鈾是由火力發電廠或工業來源的說法。研究也顯示摩臘婆平原帶地下水中的鈾濃度並非WHO限值的60倍，僅有3個地點的濃度比WHO限值高出50%。樣本中發現的最高濃度低於目前其他地方（例如芬蘭）人用地下水中的自然鈾濃度。確定報導所言的鈾來源研究工作仍在進行中。

### 溫室氣體排放
印度人口於近幾十年來不斷增長、經濟快速發展以及化石能源消耗的增加，都導致該國的溫室氣體排放量飆升。該國最近的排放量在全球佔比上升超過7%，成為僅次於美國和中國的第三大溫室氣體排放國。然而印度的2016年人均排放量在二十大工業國（G20）中最低，僅為每年1.9噸二氧化碳，約為美國每年人均排放量（15.15噸）的8分之1，及約為中國的（7.11噸）的4分之1。其對歷史累積的二氧化碳排放量遠低於其他主要污染國，僅為3%。

### 森林砍伐
印度的林業是一項重要的鄉間產業，也是一項主要的環境資源。印度是世界上森林資源最豐富的10個國家之一。印度和其他9國共同佔有世界總森林面積的67%。印度的森林覆蓋率在1990年至2000年間每年增長0.20%，在2000年至2010年間每年增長0.7%，這是該國之前已經歷數十年來嚴重森林退化問題之後的轉變。
聯合國糧食及農業組織（FAO）估計印度截至2010年的森林覆蓋面積約為6,800萬公頃（680,000平方公里），佔國土面積的22%。根據該國2013年發佈的印度森林調查報告（利用衛星測量），全國在2012年的森林覆蓋率已增加到6,980萬公頃（698,000平方公里），表示森林覆蓋率在此期間增加5,871平方公里。但覆蓋率增加主要集中在印度北部、中部和南部的各邦，而在印度東北部的幾個邦在2010年至2012年期間的森林覆蓋率卻出現淨退縮。該國於2018年的總森林和樹木覆蓋率增至全國面積的24.39%（802,088平方公里）。到2019年，覆蓋率再進一步增至全國面積的24.56%（807,276平方公里）。
印度於2018年森林地貌完整指數的平均分數為7.09/10，在全球172個國家中排名第58 。

## 延伸閱讀
- Compendium of Environment Statistics India 2013, Annual Report and Data, Ministry of Statistics and Programme Implementation, Central Statistical Organisation, Government of India, New Delhi.
- Compendium of Environment Statistics India 2011, Annual Report and Data, Ministry of Statistics and Programme Implementation, Central Statistical Organisation, Government of India, New Delhi.
- India, Diagnostic Assessment of Select Environmental Challenges The World Bank, 2013
- 2010–2011 Annual Report of India's Ministry of Environment & Forests – Policies and Priorities, 2011
- Unite for Children – UNICEF's Soap Stories and Toilet Tales Report 的存檔，存档日期1 August 2013., 2010
- India: Total Sanitation Campaign; a UNICEF Case Study 的存檔，存档日期14 June 2012., 2010
- National Environment Policy of India, 2006
- Inheriting the World: The Atlas of Children's Health and the Environment, 2004 （页面存档备份，存于）
- The Asian Brown Cloud: Climate and Other Environmental Impacts, 2002
- Mahesh Prasad Singh; J.K. Singh; Reena Mohanka. . Daya Publishing House. 1 January 2007. ISBN 978-81-7035-421-5.
- Kumar, G. S.; Kar, S. S.; Jain, A. . Indian Journal of Occupational and Environmental Medicine. 2011, 15 (3): 93–96. PMC 3299104 . PMID 22412284. doi:10.4103/0019-5278.93196 .

## 外部連結
- India: Green Growth - Overcoming Environment Challenges to Promote Development （页面存档备份，存于） The World Bank, 2014
- Stubble Burning in Northern India - Air Pollution （页面存档备份，存于） NASA Satellite Images, 2014
- 10 Facts on Sanitation: World Health Organization slideshow, 2010
- Human Activities that affect the Environment | Energy Physics
- Environmental Threats That We are Going to Face | Energy Physics Indian Journal Occupational Environ Med. 2011